# Stephostethus setosus
Stephostethus setosus là một loài bọ cánh cứng trong họ Latridiidae. Loài này được Ruecker miêu tả khoa học năm 2004.